# 卡莎规则
卡莎规则（英語：Kasha's rule）是光化学中有关激发态分子的重要原理。卡莎规则指出，对于多重态的分子，光子仅能由最低激发态发射。此光子可以以荧光或者磷光的形式发射。
因此，发射光的波长和激发光的波长无关。